# Alliance Sud
Alliance Sud ist ein Schweizer Kompetenzzentrum für Internationale Zusammenarbeit und Entwicklungspolitik. Ordentliche Mitglieder des Vereins sind die Nichtregierungsorganisationen Swissaid, Fastenaktion, Helvetas, Caritas, Hilfswerk der Evangelisch-reformierten Kirche Schweiz (HEKS), Solidar Suisse und Terre des hommes. Das Schweizerische Rote Kreuz, Brücke Le Pont, Biovision, Unité und Comundo sind unterstützende und assoziierte Mitglieder des Vereins.
Ziel von Alliance Sud ist es, die Politik der Schweizer Regierung und des Parlaments zugunsten der ärmsten Menschen im Globalen Süden zu beeinflussen. Dazu betreibt die Organisation Lobbyarbeit gegenüber Politik, Verwaltung und Wirtschaft sowie intensive Öffentlichkeitsarbeit zu entwicklungspolitischen Aspekten der schweizerischen Aussen- und Innenpolitik.
Alliance Sud ist parteipolitisch ungebunden und wird von ihren ordentlichen und assoziierten Mitgliedern getragen und finanziert.

## Ursprung und Idee
1971 gründeten zunächst vier schweizerische Entwicklungsorganisationen (Swissaid, Fastenopfer, Brot für alle und Helvetas) die Arbeitsgemeinschaft der Hilfswerke (zwischenzeitlich Informationsdienst 3. Welt / i3w, seit 2005: Alliance Sud). Dahinter stand die Überlegung, dass es nicht ausreicht, in den armen Ländern Hilfe zur Selbsthilfe zu leisten. Gleichzeitig müsste die Politik der reichen Länder im Globalen Norden verändert werden, um im Süden Entwicklung zu ermöglichen. 1992 stiess Caritas Schweiz und 2003 das Hilfswerk der Evangelischen Kirchen Schweiz (HEKS) hinzu. Seit 2022 sind auch Solidar Suisse und Terre des hommes Mitglieder von Alliance Sud.

## Bearbeitete Themen
Die Organisation ist auf jenen Themen aktiv, die nach Ansicht der Organisation für die globale Gerechtigkeit und eine weltverträgliche Schweiz zentral sind.

### Internationale Zusammenarbeit
Die Organisation verfolgt die inhaltliche Ausrichtung der internationalen Zusammenarbeit (IZA) der Schweiz sowie deren quantitativen Umfang kritisch. Die Organisation setzt sich dabei dafür ein, dass die Schweiz ihre Ausgaben für die IZA (ODA, Official Development Assistance) auf 0,7 Prozent des Bruttonationaleinkommens (BNE) erhöht, wie von der UNO empfohlen. 2007/2008 führte Alliance Sud zusammen mit über siebzig weiteren Organisationen die öffentliche Kampagne «Gemeinsam gegen Armut» durch und sammelte über 200'000 Unterschriften für die Erhöhung der öffentlichen Entwicklungshilfe der Schweiz. Sie brachte einen Teilerfolg: Im Frühling 2011 beschloss das Schweizer Parlament, die ODA-Quote bis 2015 wenigstens auf 0,5 Prozent des BNE zu erhöhen (2010 betrug sie 0,41 %). Dieses Ziel wird allerdings weiterhin verfehlt: Im Jahr 2024 betrug die ODA-Quote (ohne Asylkosten) 0,38 %.

### Faire Handelsbeziehungen
Die Organisation setzt sich für faire Nord-Süd-Handelsbeziehungen ein, die den Handlungsspielraum der Länder des Globalen Südens respektieren. Dies soll ihnen ermöglichen, eine Agrar-, Industrie- und Gesundheitspolitik im Interesse der ärmsten Menschen zu betreiben. Zu diesem Zweck fordert Alliance Sud, dass die Stimme der Länder des Globalen Südens in der Welthandelsorganisation (WTO) gehört und respektiert wird, insbesondere in Bezug auf Ausnahmen bei den geistigen Eigentumsrechten für Medikamente und Impfstoffe. Auf bilateraler Ebene setzt sie sich für Freihandelsabkommen ein, die die Menschenrechte und die Umwelt respektieren, sowie für Nachhaltigkeitsprüfungen, die es ermöglichen, Risikosektoren im Voraus zu identifizieren und zu beheben. Sie setzt sich auch für Investitionsschutzabkommen ein, die es den Staaten im Globalen Süden erlauben, im öffentlichen Interesse zu regulieren, ohne Klagen vor Schiedsgerichten zu riskieren, wie sie durch den Investor-Staat-Streitschlichtungsmechanismus (ISDS) ermöglicht werden. 

### Steuergerechtigkeit
Alliance Sud setzt sich dafür ein, dass die Schweiz als globaler Finanzplatz und Standort vieler multinationaler Konzerne eine gerechte Finanz- und Steuerpolitik betreibt. Sie soll nicht auf Kosten der Länder des Südens gehen, sondern eine nachhaltige Entwicklung weltweit unterstützen. Denn die Schweiz ist immer noch der grösste Offshore-Finanzplatz der Welt. Die Schweiz ist nicht nur einer der wichtigsten Standorte für multinationale Konzerne, sondern auch das dominierende Handelszentrum für Rohstoffe. Daraus leitet sich eine grosse globale Verantwortung der Schweiz als Wirtschaftsstandort ab. Die Schweiz hat deshalb starke Hebel in der Hand, um mitzuhelfen, die Welt auf einen nachhaltigen und gerechten Entwicklungspfad zu bringen. Alliance Sud setzt sich dafür ein, dass die Schweizer Politik die gesetzlichen Grundlagen schafft, damit diese Hebel auch richtig genutzt werden. Alliance Sud arbeitet dafür intensiv mit internationalen NGO-Netzwerken wie der Global Alliance for Tax Justice, dem Tax Justice Network, ICRICT oder Eurodad zusammen.

### Klimagerechtigkeit
Alliance Sud setzt sich dafür ein, dass die Schweiz den Verpflichtungen des Pariser Klimaübereinkommens nachkommt, insbesondere was ihre globale Klimaverantwortung und die Pflichten gegenüber den Ländern im Globalen Süden betrifft. Im Zentrum des Engagements steht die internationale Klimafinanzierung. Die Schweiz muss gemäss Pariser Abkommen einen fairen Beitrag an die vereinbarte Summe von mindestens 300 Milliarden USD pro Jahr bis 2035 leisten, um die ärmsten und von der Klimakrise am stärksten betroffenen Länder des Globalen Südens bei Klimaschutz- und Anpassungsmassnahmen zu unterstützen. Entsprechend der Verantwortung und Kapazität der Schweiz fordert Alliance Sud einen Beitrag von 1 % des internationalen Ziels. 
Anstatt ihre Klimafinanzierungs-Beiträge wie bisher aus den knappen Rahmenkrediten der Entwicklungszusammenarbeit zu finanzieren, muss die Schweiz «neue und zusätzliche» Mittel bereitstellen, wie es die UNO-Klimarahmenkonvention fordert. Nur so leistet die Schweiz einen Beitrag an die Schliessung der wachsenden Finanzierungslücke für Klimaschutz und -anpassung im Globalen Süden. 
Die Organisation arbeitet eng mit anderen Organisationen der Zivilgesellschaft zusammen, ist Mitglied der Klima-Allianz Schweiz und des Climate Action Network Europe sowie Teil des Eurodad-Netzwerks. 

## Konzernverantwortung
Die Organisation setzte sich im Rahmen der NGO-Allianz Recht ohne Grenzen für gesetzliche Bestimmungen ein, die Unternehmen mit Sitz in der Schweiz verpflichten, weltweit die Menschenrechte und die Umwelt zu respektieren. Im Sommer 2012 übergab die Allianz der Schweizer Regierung und dem Parlament eine Petition, die von über 135’000 Personen unterzeichnet worden war und verbindliche Regeln für Konzerne verlangte. Sie war auch eine der Trägerorganisationen der ersten Konzernverantwortungsinitiative, die am 29. November 2020 zur Abstimmung gelangte und vom Volk angenommen, jedoch den Ständen knapp abgelehnt wurde. Alliance Sud ist Mitglied der Koalition für Konzernverantwortung, die im Januar 2025 eine zweite Volksinitiative lanciert hat. 

## real21
Alliance Sud ist Trägerorganisation von real21, zusammen mit dem MAZ. Institut für Journalismus und Kommunikation. Der Verein unterstützt und fördert die Berichterstattung in Deutschschweizer Medien über vergessene Länder und Themen der globalen Entwicklung.

## Publikationen
Die Organisation publiziert Faktenblätter, Studien und Positionspapiere. Sie verschickt regelmässig einen elektronischen Newsletter und gibt viermal im Jahr die Zeitschrift «global» heraus.
Die Zeitschrift «global» erscheint seit 2001. Aktuell wird sie in Deutsch und Französisch herausgegeben, einzelne Artikel werden auch auf Italienisch und Englisch übersetzt und online publiziert. Das Magazin deckt vornehmlich thematische Schwerpunkte von Alliance Sud und gelegentlich auch verwandte Themenbereiche mit Bezug zum Globalen Süden ab. Beiträge kommen auch von Gastautorinnen und Gastautoren, wie zum Beispiel in den Rubriken «Die Südperspektive» und «Hinter den Schlagzeilen». Feste Bestandteile der Zeitschrift sind seit einigen Jahren eine Karikatur zu aktuellen innen- sowie aussenpolitischen Entwicklungen sowie die Rubrik «Ins Bild gesetzt». In der Rubrik «Karussell» informiert Alliance Sud über Personalwechsel bei Schweizer NGOs sowie entwicklungspolitischen Bundesbehörden.
«global» ist kostenlos als gedruckte Ausgabe bestellbar und auch als E-Paper auf der Website von Alliance Sud lesbar. 